# Mątyki
Mątyki – wieś w Polsce, położona w województwie warmińsko-mazurskim, w powiecie iławskim, w gminie Iława.
| SIMC    | Nazwa    | Rodzaj                 |
| ------- | -------- | ---------------------- |
| 0475370 | Przejazd | część wsi (do 2023 r.) |
| 0475387 | Urwisko  | część wsi (do 2022)    |

W latach 1975–1998 miejscowość administracyjnie należała do województwa olsztyńskiego.
Podczas wojny szwedzkiej w 1628 r. kwaterował w Mątykach król szwedzki Gustaw Adolf.
W miejscu dzisiejszej remizy strażackiej znajdował się duży pałac, który wraz z zabudowaniami gospodarczymi tworzył majątek ziemski. Zniszczony przez Armię Czerwoną po II wojnie światowej, ostatecznie rozebrany przez mieszkańców, około lat sześćdziesiątych XX w. Zabudowania gospodarcze zostały przekształcone w Spółdzielnię Rolniczą. Czworaki istnieją do dziś.